# Cat’s in the Cradle
Cat’s in the Cradle ist ein Lied des US-amerikanischen Singer-Songwriters Harry Chapin, das 1974 auf seinem vierten Studioalbum Verities & Balderdash erschien. Das Stück wurde Chapins einziger Nummer-eins-Hit und erhielt 1975 eine Grammy-Nominierung. 2011 wurde es in die Grammy Hall of Fame aufgenommen. Auch die 1993 erschienene Coverversion von Ugly Kid Joe war erfolgreich.

## Entstehung und Veröffentlichung
Das Stück wurde nach dem Fadenspiel Cat‘s Cradle betitelt. Der Liedtext entstand als Gedicht von Harry Chapins Frau Sandra und ist an die Beziehung ihres ersten Ehemanns und dessen Vaters angelehnt, der als Politiker in Brooklyn arbeitete. Die Melodie ist an einen Countrytitel angelehnt, den Sandra Chapin im Radio gehört hatte. Für die Produktion zeichnete Paul Leka verantwortlich.
Die Erstveröffentlichung von Cat’s in the Cradle erfolgte im August 1974 bei Elektra Records. Das Stück erschien am 23. August 1974  sowohl als 7″-Single mit der B-Seite Vacancy (Katalognummer: ELK 12163) als auch auf Chapins viertem Studioalbum Verities & Balderdash (Katalognummer: 7E-1012). Im März 1977 wurde die Single mit der B-Seite Dreams Go By neu aufgelegt (Katalognummer: ELK 12 248).

## Inhalt
Cat’s in the Cradle handelt von einem Vater und seinem Sohn, für den er aus beruflichen Gründen kaum Zeit hat. Im Song wächst der Sohn zu einem erwachsenen Mann heran. Jede Strophe endet mit der Aussage des Sohnes, er würde eines Tages genau wie sein Vater werden. Nachdem der Vater pensioniert wurde, wendet sich das Blatt: Nun würde er gerne mehr Zeit mit seinem Sohn verbringen, doch dieser hat – wie einst sein Vater – keine Zeit für ihn. Das Lied endet mit der Aussage des Vaters, sein Sohn wuchs genauso auf wie er und wäre nun auch genau wie er.

## Rezeption

### Preise
Harry Chapin erhielt 1975 eine Nominierung für einen Grammy-Award in der Kategorie Best Male Pop Vocal Performance. 2011 wurde Cat’s in the Cradle in der Originalversion in die Grammy Hall of Fame aufgenommen.

### Mediale Verwendung
Cat’s in the Cradle wurde mehrfach in Filmen, Fernsehserien und Videospielen verwendet. So ist es unter anderem in Folgen von Modern Family, Das Büro, Die Goldbergs sowie bei den Simpsons zu hören. Zudem wird in einer Folge der Sitcom Das Leben und Ich sowie in Staffel 5, Folge 9 von The Middle Bezug auf den Song genommen. 2013 war Cat’s in the Cradle als Radiotrack des fiktiven Radiosenders Los Santos Rock Radio im Videospiel Grand Theft Auto V zu hören. In der Serie How I Met Your Mother singt Barney Stinson den Song beim Karaoke, nachdem er erfahren hat, dass er nicht Vater wird und den Der Nicht-Vatertag feiert (Staffel 4, Folge 7).

## Kommerzieller Erfolg

### Chartplatzierungen
Chapins Version von Cat’s in the Cradle erreichte im Dezember 1974 Platz eins der US-amerikanischen Billboard Hot 100 und wurde so zu seinem kommerziell erfolgreichsten Charthit.
| ChartsChartplatzierungen       | Höchstplatzierung | Wochen |
| ------------------------------ | ----------------- | ------ |
| Vereinigte Staaten (Billboard) | 1 (19 Wo.)        | 19     |

| ChartsJahrescharts (1975)      | Platzierung |
| ------------------------------ | ----------- |
| Vereinigte Staaten (Billboard) | 38          |

### Auszeichnungen für Musikverkäufe
| Land/Region               | Auszeichnungen für Musikverkäufe (Land/Region, Auszeichnung, Verkäufe) | Verkäufe  |
| ------------------------- | ---------------------------------------------------------------------- | --------- |
| Vereinigte Staaten (RIAA) | 2× Platin                                                              | 2.000.000 |
| Insgesamt                 | 2× Platin ·                                                            | 2.000.000 |

## Coverversionen

### Version von Ugly Kid Joe
Die Coverversionen von Ugly Kid Joe erschien 1993 auf deren Album America’s Least Wanted und wurde in Australien zum Nummer-eins-Hit sowie zum Top-10-Erfolg in Norwegen (Rang 2), Neuseeland und Schweden (Rang 4), der Schweiz (Rang 5), Vereinigte Staaten (Rang 6), Österreich und dem Vereinigten Königreich (Rang 7) oder auch Deutschland (Rang 10).

#### Chartplatzierungen
| ChartsChartplatzierungen       | Höchstplatzierung | Wochen |
| ------------------------------ | ----------------- | ------ |
| Deutschland (GfK)              | 10 (29 Wo.)       | 29     |
| Österreich (Ö3)                | 7 (13 Wo.)        | 13     |
| Schweiz (IFPI)                 | 5 (22 Wo.)        | 22     |
| Vereinigte Staaten (Billboard) | 6 (20 Wo.)        | 20     |
| Vereinigtes Königreich (OCC)   | 7 (9 Wo.)         | 9      |

| ChartsJahrescharts (1993)      | Platzierung |
| ------------------------------ | ----------- |
| Deutschland (GfK)              | 25          |
| Schweiz (IFPI)                 | 26          |
| Vereinigte Staaten (Billboard) | 61          |

#### Auszeichnungen für Musikverkäufe
| Land/Region               | Auszeichnungen für Musikverkäufe (Land/Region, Auszeichnung, Verkäufe) | Verkäufe |
| ------------------------- | ---------------------------------------------------------------------- | -------- |
| Australien (ARIA)         | Platin                                                                 | 70.000   |
| Vereinigte Staaten (RIAA) | Gold                                                                   | 500.000  |
| Insgesamt                 | 1× Gold · 1× Platin ·                                                  | 570.000  |

### Weitere Coverversionen
Cat’s in the Cradle wurde mehrfach von verschiedenen Musikern gecovert. Eine der ersten Versionen stammt von Johnny Cash für sein 1989 erschienenes Album Boom Chicka Boom. Eine weitere Version des Liedes aus dem Jahr 2006 stammt von Darryl McDaniels von der Band Run-D.M.C. und Sarah McLachlan.